# العلاقات الإسرائيلية البالاوية
العلاقات الإسرائيلية البالاوية هي العلاقات الثنائية التي تجمع بين إسرائيل وبالاو.

## مقارنة بين البلدين
هذه مقارنة عامة ومرجعية للدولتين:
| وجه المقارنة                                              | إسرائيل                                                             | بالاو                         |
| --------------------------------------------------------- | ------------------------------------------------------------------- | ----------------------------- |
| المساحة (كم2)                                             | 20.77 ألف                                                           | 465                           |
| عدد السكان (نسمة)                                         | 8.89 مليون                                                          | 21.73 ألف                     |
| الكثافة السكانية (ن./كم²)                                 | 428.02                                                              | 4.67 ألف                      |
| العاصمة                                                   | القدس                                                               | نغيرولمود، كورور              |
| اللغة الرسمية                                             | اللغة العبرية، اللغة العربية                                        | لغة إنجليزية، اللغة البالاوية |
| العملة                                                    | شيكل إسرائيلي جديد، شيكل إسرائيلي قديم، جنيه فلسطيني، جنيه إسرائيلي | دولار أمريكي                  |
| الناتج المحلي الإجمالي (بليون دولار)                      | 350.85 مليار                                                        | 291.54 مليون                  |
| الناتج المحلي الإجمالي (تعادل القوة الشرائية) بليون دولار | 306.51 مليار                                                        | 326.12 مليون                  |
| الناتج المحلي الإجمالي الاسمي للفرد دولار أمريكي          | 35.73 ألف                                                           | 13.50 ألف                     |
| الناتج المحلي الإجمالي للفرد دولار أمريكي                 | 36.58 ألف                                                           | 14.76 ألف                     |
| مؤشر التنمية البشرية                                      | 0.899                                                               | 0.780                         |
| رمز المكالمات الدولي                                      | +972                                                                | +680                          |
| رمز الإنترنت                                              | .il                                                                 | .pw                           |
| المنطقة الزمنية                                           | توقيت إسرائيل، Israel Summer Time ‏                                  | ت ع م+09:00                   |

## منظمات دولية مشتركة
يشترك البلدان في عضوية مجموعة من المنظمات الدولية، منها:
| علم المنظمة | اسم المنظمة                        | تاريخ انضمام إسرائيل | تاريخ انضمام بالاو |
| ----------- | ---------------------------------- | -------------------- | ------------------ |
|             | مؤسسة التنمية الدولية              | 22 ديسمبر 1960       | 16 ديسمبر 1997     |
|             | الأمم المتحدة                      | 11 مايو 1949         | 15 ديسمبر 1994     |
|             | مؤسسة التمويل الدولية              | 26 سبتمبر 1956       | 16 ديسمبر 1997     |
|             | وكالة ضمان الاستثمار متعدد الأطراف | 21 مايو 1992         | 16 ديسمبر 1997     |
|             | يونسكو                             | 16 سبتمبر 1949       | 20 سبتمبر 1999     |
|             | البنك الدولي للإنشاء والتعمير      | 12 يوليو 1954        | 16 ديسمبر 1997     |

## وصلات خارجية
- موقع وزارة الخارجية الإسرائيلية